# Kuivasaari (ö i Norra Karelen, Mellersta Karelen, lat 61,93, long 30,02)
Kuivasaari är en ö i Finland. Den ligger i sjön Pyhäjärvi och i kommunen Kides i den ekonomiska regionen  Mellersta Karelens ekonomiska region  och landskapet Norra Karelen, i den sydöstra delen av landet, 300 km nordost om huvudstaden Helsingfors. Öns area är 1,3 hektar och dess största längd är 260 meter i öst-västlig riktning.